# Ryan Cuskelly
Ryan Cuskelly né le 15 juillet 1987 à Lismore, est un joueur professionnel de squash représentant l'Australie. Il atteint en mars 2017 la 12e place mondiale sur le circuit international, son meilleur classement. Il est champion d'Australie à trois reprises en 2014, 2019 et 2023.

## Biographie
Il commence le squash à l’âge de 8 ans grâce à ses parents joueurs de volley-ball et occasionnellement de squash. Après avoir gagné son premier titre PSA M35 face à Karim Abdel Gawad en finale, Ryan Cuskelly intègre pour la première fois le top 20 en novembre 2015 et enchaîne en atteignant pour la première fois la demi-finale d'un PSA World Series au Qatar Classic en sortant des qualifications.
Il remporte la plus belle victoire de sa carrière lors du Tournament of Champions 2018 en battant au 2e tour le champion du monde Mohamed El Shorbagy.
Il se retire du circuit professionnel en janvier 2020 après le tournoi des champions où il s'incline face à Mohamed El Shorbagy.

## Palmarès

### Titres
- Motor City Open : 2017
- Bluenose Classic : 2015
- Open de Chine : 2009
- Championnats d'Australie : 3 titres (2014, 2019, 2023)

### Finales
- Canada Squash Cup : 2018
- Open de Charlottesville : 2 finales (2015, 2016)